# 日本的経営

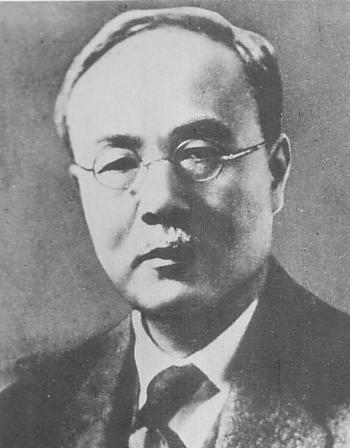
経営家族主義を唱えた実業家/武藤山治

日本的経営（にほんてきけいえい）とは、日本型雇用システムをはじめとする、日本特有の経営慣行を指す言葉。

## 特徴
ジェイムズ・アベグレンの著書『日本の経営』（1958年）では、次の3点が日本的経営の特徴とされた。
1. 終身雇用
2. 年功序列
3. 企業別組合

また、日本的経営は、西ヨーロッパやアメリカでは近代化の過程において解体した共同体が、企業体において再生産され続けたことによって成りたっていた面も指摘される。なお、これらの経済政策はケインズ主義を実行した内容であるが、これらは池田勇人などの明治30年代生まれ（1897年-1906年生まれ）が実現させた内容である。
- 家族主義

日露戦争から第一次世界大戦後の1920年代にかけて、同時期に主たる財閥のコンツェルンとしての体制が出来上がると、こうした基礎の上に資本主義国としての日本の企業体制の根幹が出来上がった。主な経営者に、武藤山治や出光佐三が挙げられる。経営家族主義の源流は、江戸時代の商家や武家における諸観念にあるが、明治20年（1887年）以来の工場法制定問題に絡んで、特に経営者から主張されるようになった。この考えが改めて高揚されたのは第二次世界大戦下の産業報国運動である。
- 企業間関係

メインバンク制、企業グループにより長期安定的な取引関係を結び、株式持合により部外者の経営介入を防ぐ。
- 雇用制度

新卒一括採用、終身雇用、年功序列により幹部社員の忠誠心を確保し、企業別労働組合により労使協調を図る（日本型雇用システム、ユニオン・ショップ制）。
- 市場慣行

官僚統制、官民協調、業界団体内調整による規制の強い市場。大蔵省の金融業界における護送船団方式が典型例。通産省の特振法案も参照。
- 情報公開

緩い企業会計原則の下で、短期的な経営悪化に左右されない、長期的な視点での経営が可能になった。
- 収益

長期的収益、永続的発展のために福利厚生施設の設置、社員研修の充実を図る。
- 意思決定

稟議制度に代表される、集団主義的・権威主義的な意思決定。コンセンサスや組織の調和を重んじる文化が背景にあるとされる。また日本企業ではしばしば相談役などの本来OBにあたる経営陣が影響力を残し、規定にない曖昧な部分から不透明な経営判断がされることがある。

## 歴史
1918年の統計では、工場労働者の76.6%は勤続年数が3年未満であり、10年以上の勤続年数の労働者の割合は3.7%であった。日本型雇用の下で働いていた労働者は、雇用者全体の2-3割程度であり、大企業とその関連会社・官庁が中心であり、中小企業はその対象ではなかったとされている。
1920年代に、日本型雇用慣行の基礎ができあがった。それ以前の日本は、従業員の定着率が極めて低く、従業員の企業に対する忠誠心も低かったと考えられている。1920年代に生まれ広がった終身雇用と定期昇給は、戦後に定着し、労働生産性が長期安定的に改善に向かうための重要な基盤がつくられた。日本型雇用慣行は歴史は浅いものであり、決して日本固有の文化に根ざしたものではなかったとされている。
第二次世界大戦前までは企業内で養成した熟練工の定着率が悪く、職の移動は常態化していたことで、昭和初期頃より各企業は終身雇用、年功序列制度を設けて熟練工の定着化を行ったことで日本的経営の制度が普及するようになった。終戦後、日本的経営は、GHQによる財閥解体、労働組合の結成の推奨による経済民主化政策と共に、日本の企業は企業別組合による労使一体による経営と高度成長による右上がりの経済成長で定着した。
戦後の日本のすべての企業が終身雇用・年功賃金・企業別労働組合といった慣行を持っていたわけではなく、こうした慣行とは無縁の労働者も多く存在した。中小企業では、戦後一貫して雇用の流動性は高かった。中小企業の労働者の七割は、定年までに数回の転職を行っている。
経済成長が横ばいになると、終身雇用放棄論が声高に主張されたが、賃上げ抑制など労使協調で乗り越えた。1980年代には日本の驚異的な経済成長の立役者として懐古的にもてはやされていた。
しかし、その後のバブル崩壊、「失われた10年」の中で構造改革が唱えられ、日本式経営の解体が叫ばれるようになった。「アメリカのシステムこそグローバル・スタンダードであり、日本のシステムもグローバル・スタンダードに収斂できるように、制度改革を行っていくべきである」という論調であった。池田信夫は「年功序列は日本の伝統、儒教の影響ではなく、戦時経済の『総動員体制』のためにつくられた制度であり、戦後も官庁・大企業に受け継がれた」と指摘している。
実際に、そのような経営手法を放棄する企業も少なくはなかった。アメリカでは1980年代からの整理解雇ブームが続いており、日本でも「リストラ」として取り入れられた。それまでの日本型経済を投げ棄て、アメリカナイゼーションすることが称賛された。
しかしながら、構造改革論の土台となった「40年体制論」や「制度疲労論」は安易であったとの指摘がある。いざなみ景気後の景気後退傾向や、失業の増大の中で、構造改革ブームは沈静化した。
2009年時点で、30年以上の連続雇用は従業員1000人以上の男性社員に限定されており、その比率は労働人口の8.8%となっている。

## 留意点
経済学者の伊藤元重は経済が成熟化し、少子高齢化が進む中、日本的な雇用慣行を維持することが困難となっている。
経済学者の田中秀臣は「戦後の『終身雇用』は、景気がよかったために出現した『長期雇用関係』に過ぎない。景気次第で『終身雇用』は容易にご破算になる可能性があったにもかかわらず、多くの労働者はその幻想を社会通念と信じていた。つまり、会社組織のあり方よりも、景気動向などのマクロ経済要因の方が影響が大きかった」と指摘している。
経済学者の野口旭、田中秀臣は「日本的雇用システムが維持できなくなった原因は、非効率性ではなくデフレーションによる実質賃金の上昇である」「『日本的雇用システム』自体は、マクロ経済が2-3%程度のインフレ状態であれば健全に機能する」と指摘している。野口、田中は「1990年代後半に日本で起きた名目賃金の低下は、日本経済にとって長年にわたって洗練化されてきた日本の雇用システムを破壊するという大きな代償を払った」と指摘している。